# Aconitum rockii
Aconitum rockii är en ranunkelväxtart som beskrevs av Harold Roy Fletcher och Lauener. Aconitum rockii ingår i släktet stormhattar, och familjen ranunkelväxter. Utöver nominatformen finns också underarten A. r. fengii.